# James Bond 007 – Man lebt nur zweimal
Man lebt nur zweimal (Originaltitel You Only Live Twice) ist der fünfte James-Bond-Film aus der von Eon Productions Ltd. produzierten Filmreihe. Regie führte Lewis Gilbert, die Produktion übernahmen erneut Albert R. Broccoli und Harry Saltzman. Aufgrund des von Roald Dahl verfassten Drehbuchs basiert der Film zwar auf dem gleichnamigen Roman von Ian Fleming, weicht jedoch als erster Bond-Film der Reihe erheblich von der Vorlage ab. Die deutsche Schauspielerin Karin Dor spielt Helga Brandt. Der Film startete am 14. September 1967 in den bundesdeutschen Kinos.

## Handlung
Ein mysteriöses Raumfahrzeug entführt und stiehlt bemannte Raumschiffe sowohl der USA als auch der Sowjetunion. Beide Staaten glauben, die jeweils andere Supermacht sei dafür verantwortlich; ein Atomkrieg steht unmittelbar bevor. Die britische Regierung glaubt jedoch, dass das Raumfahrzeug in Japan gelandet ist.
James Bond, der in Hongkong seinen Tod vortäuscht (daher der Filmtitel), wird nach Japan geschickt, um diesem Verdacht nachzugehen. Er wird dabei von Tanaka, dem Chef des japanischen Geheimdienstes, unterstützt. Zusammen finden sie den Verantwortlichen, den Großindustriellen Osato; dieser dient aber nur als Strohmann für Ernst Stavro Blofeld und seine Verbrecherorganisation PHANTOM (im Original SPECTRE). Es stellt sich heraus, dass eine namentlich nicht genannte fernöstliche Großmacht (impliziert als Volksrepublik China) den Plan finanziell unterstützt, denn das Ziel ist, dass die beiden Supermächte einander auslöschen sollen; die Großmacht und SPECTRE hoffen, danach die Weltherrschaft an sich reißen zu können.
Mithilfe der Agentin Aki entkommt Bond mehreren Mordanschlägen Blofelds; diese wird jedoch schließlich getötet. Die Spur führt zu einer Vulkaninsel in Südwestjapan. Bond bekommt von Q den schwerbewaffneten Autogyro „Little Nellie“, mit welchem er die Insel erkundet und in einen Luftkampf verwickelt wird, den er für sich entscheiden kann.
Bond heiratet zum Schein Kissy Suzuki, eine Agentin des japanischen Geheimdienstes, welche von der Insel stammt. Mit ihrer Hilfe gelingt es ihm, den geheimen Weltraumbahnhof zu finden, der in einem erloschenen Vulkan versteckt ist. Bevor Bond jedoch die Ausführung des letzten Teils des Plans stoppen kann, wird er gefasst. Es kommt nun zur ersten Begegnung zwischen Bond und Blofeld. Das SPECTRE-Raumschiff ist kurz davor, ein weiteres amerikanisches Raumschiff zu kapern, worauf die USA, die weiterhin die Sowjetunion verantwortlich machen, den Dritten Weltkrieg auslösen würden.
In der Zwischenzeit versuchen Tanaka und seine Ninja-Kämpfer, in den Vulkan einzudringen. Sie werden jedoch entdeckt und von Geschützen unter Feuer genommen. Bond gelingt es, ihnen Einlass in den Krater zu verschaffen und in letzter Sekunde die Selbstzerstörung des SPECTRE-Raumfahrzeugs auszulösen. Der Krieg wird abgewendet, doch Blofeld gelingt die Flucht. Dieser aktiviert den Vulkan durch eine Bombe; Bond und seine Unterstützer können dem Ausbruch knapp entkommen.

## Produktion
Ursprünglich war geplant, Im Geheimdienst Ihrer Majestät als nächsten Film nach Feuerball zu veröffentlichen, doch die Produzenten entschieden sich schließlich für Man lebt nur zweimal als nächsten Film der Serie.

### Drehbuch
Richard Maibaum, der die Drehbücher für die ersten vier Bond-Filme geschrieben hatte, stand für Man lebt nur zweimal nicht zur Verfügung, so dass Harold Jack Bloom engagiert wurde. Er verließ das Projekt jedoch aus unbekannten Gründen. Es ist nicht bekannt, ob er bereits ein fertiges Drehbuch abgeliefert hatte. Der Schriftsteller Roald Dahl wurde mit dem Schreiben eines Drehbuchs beauftragt. Er lieferte ein Ergebnis ab, das zum ersten Mal in der Geschichte der Bond-Filme nur noch sehr wenig mit dem Roman Ian Flemings gemeinsam hatte. Dabei übernahm er offenbar einige der Elemente aus Blooms vorhergehender Arbeit, denn in den Filmtiteln findet sich der Hinweis „Additional Story Material by Harold Jack Bloom“ (dt. „Zusätzliches Storymaterial von Harold Jack Bloom“).
Dahl selbst sagte zur Drehbuchentwicklung, dass er keine Kenntnis von der Existenz eines früheren Drehbuchs hatte. Er geht jedoch davon aus, dass einige der Vorgaben, die ihm die Produzenten für das Drehbuch machten, ursprünglich Blooms Ideen waren. Zu diesen Vorgaben zählt zum Beispiel der „Tod“ Bonds in der Einleitungssequenz. Ansonsten sollte Dahl nur einige der Figuren und Japan als Ort der Handlung übernehmen und daraus eine eigene Geschichte entwickeln. Dies tat er dann anhand einer Formel, die ihm die Bond-Produzenten vorgaben. Nach dieser Formel sollten drei Bond-Girls im Drehbuch vorkommen, von denen zwei getötet werden und eine mit dem Hauptdarsteller in der romantisch angelegten letzten Szene direkt vor dem Abspann auftaucht.
Als Bloom schließlich eine Erwähnung in den Filmtiteln forderte, empfand Dahl das laut eigener Aussage als gerecht, er weigerte sich jedoch, ihm eine Nennung als gleichberechtigter Autor zuzugestehen, da Dahl das Drehbuch alleine geschrieben hatte. Letztlich kam es zur Nennung Blooms in der bereits erwähnten Weise. Das Drehbuch wird allein Roald Dahl zugeschrieben.
Bondgirl Akiko Wakabayashi ist für eine kleine Veränderung am Drehbuch verantwortlich. Sie war mit dem ursprünglichen Namen ihrer Figur unzufrieden. Laut Romanvorlage von Ian Fleming sollte die Figur den Namen „Suki“ tragen, aber für Akiko klang das zu sehr nach Mie Hamas Figur Kissy Suzuki. Sie bot an, ihren eigenen Spitznamen Aki für die Rolle zu verwenden, und die Crew um Regisseur Lewis Gilbert war einverstanden. Offenbar wurde der deutschen Synchronfirma ein unverändertes Skript zugestellt, denn 007 spricht sie zweimal als „Ski“ an (das U würde man im Japanischen „verschlucken“); ansonsten wird ihr Name nie genannt.

### Titel

Englisches Logo

Der Titel des Films stammt von Ian Flemings gleichnamigem Roman You Only Live Twice (dt. Du lebst nur zweimal). Im Buch bezieht sich der Titel auf ein Gedicht, das Bond schreibt und in dem es heißt: „You only live twice. Once when you are born. And once when you look death in the face.“ („Du lebst nur zweimal: Einmal, wenn du geboren wirst, und einmal, wenn du dem Tod ins Angesicht blickst.“)
Im Film erhält der Titel seinen Sinn durch Bonds vorgetäuschten Tod zu Beginn der Handlung. Außerdem wird der Titel im Dialog zwischen Blofeld und Bond genannt. Auf Blofelds Frage nach Bonds vermeintlichem Tod erwidert dieser, das sei nun sein zweites Leben. Darauf antwortet Blofeld: „Sie leben auch nur zweimal.“

### Besetzung
| Figur                        | Darsteller        | Deutscher Sprecher     |
| ---------------------------- | ----------------- | ---------------------- |
| James Bond                   | Sean Connery      | Gert Günther Hoffmann  |
| Aki (im Deutschen Suki)      | Akiko Wakabayashi | Beate Hasenau          |
| Kissy Suzuki                 | Mie Hama          | Maria Körber           |
| Tiger Tanaka                 | Tetsurō Tamba     | Edgar Ott              |
| Osato                        | Teru Shimada      | Hans Hinrich           |
| Helga Brandt                 | Karin Dor         | Ute Marin              |
| Ernst Stavro Blofeld         | Donald Pleasence  | Wolfgang Büttner       |
| M                            | Bernard Lee       | Siegfried Schürenberg  |
| Miss Moneypenny              | Lois Maxwell      | Lola Luigi             |
| Q                            | Desmond Llewelyn  | Kurt Conradi           |
| Dikko Henderson              | Charles Gray      | Claus Biederstaedt     |
| SPECTRE Nr.3                 | Burt Kwouk        | Jürgen Thormann        |
| Britischer Außenminister     | Robin Bailey      | Friedrich Schoenfelder |
| US-Präsident                 | Alexander Knox    | Werner Peters          |
| Chinesischer Verbindungsmann | Hisako Katakura   | Peter Schiff           |

Für die Rolle des Blofeld engagierte man ursprünglich den tschechischen Schauspieler Jan Werich. Nach einigen Drehtagen wurde den Produzenten jedoch klar, dass Werich viel zu freundlich wirkte, um als Bond-Widersacher zu überzeugen. Er wurde kurzfristig durch Donald Pleasence ersetzt, der wiederum im fertigen Film von einigen Kritikern als „nicht böse genug“ kritisiert wurde. Offiziell sprach man davon, dass Werich plötzlich erkrankt sei und die Rolle deshalb nicht spielen könne. Auch der österreichische Schauspieler Helmut Qualtinger war für die Rolle des Blofeld in Betracht gezogen worden.
Bondgirl Akiko Wakabayashi ist für eine maßgebliche Veränderung der Besetzung verantwortlich. Die Rollen von Mie und Akiko waren zunächst genau andersherum besetzt, so dass Akiko Kissy Suzuki spielen sollte und Mie Suki. Kissy war allerdings als sehr traditionelles Mädchen angelegt, und Akiko fand, dass sie aufgrund ihrer internationalen Erfahrung und asiatischen Schönheit eher in die Rolle der Suki passte. Daraufhin wurden die Rollen getauscht. Andere Quellen sprechen davon, dass die Rollen aufgrund der schlechten Englischkenntnisse von Mie Hama getauscht wurden, damit sie weniger sprechen musste. Am Ende wurden Kissys Dialoge von Nikki van der Zyl nachsynchronisiert. Ebenso wurde Tetsurō Tamba (Tiger Tanaka) letztenendes von Robert Rietti gesprochen.
Bonds Verbündeter in Japan, Henderson, wurde mit Charles Gray besetzt. Gray war später auch in Diamantenfieber zu sehen – diesmal allerdings als Bonds Gegenspieler Blofeld.

### Dreharbeiten

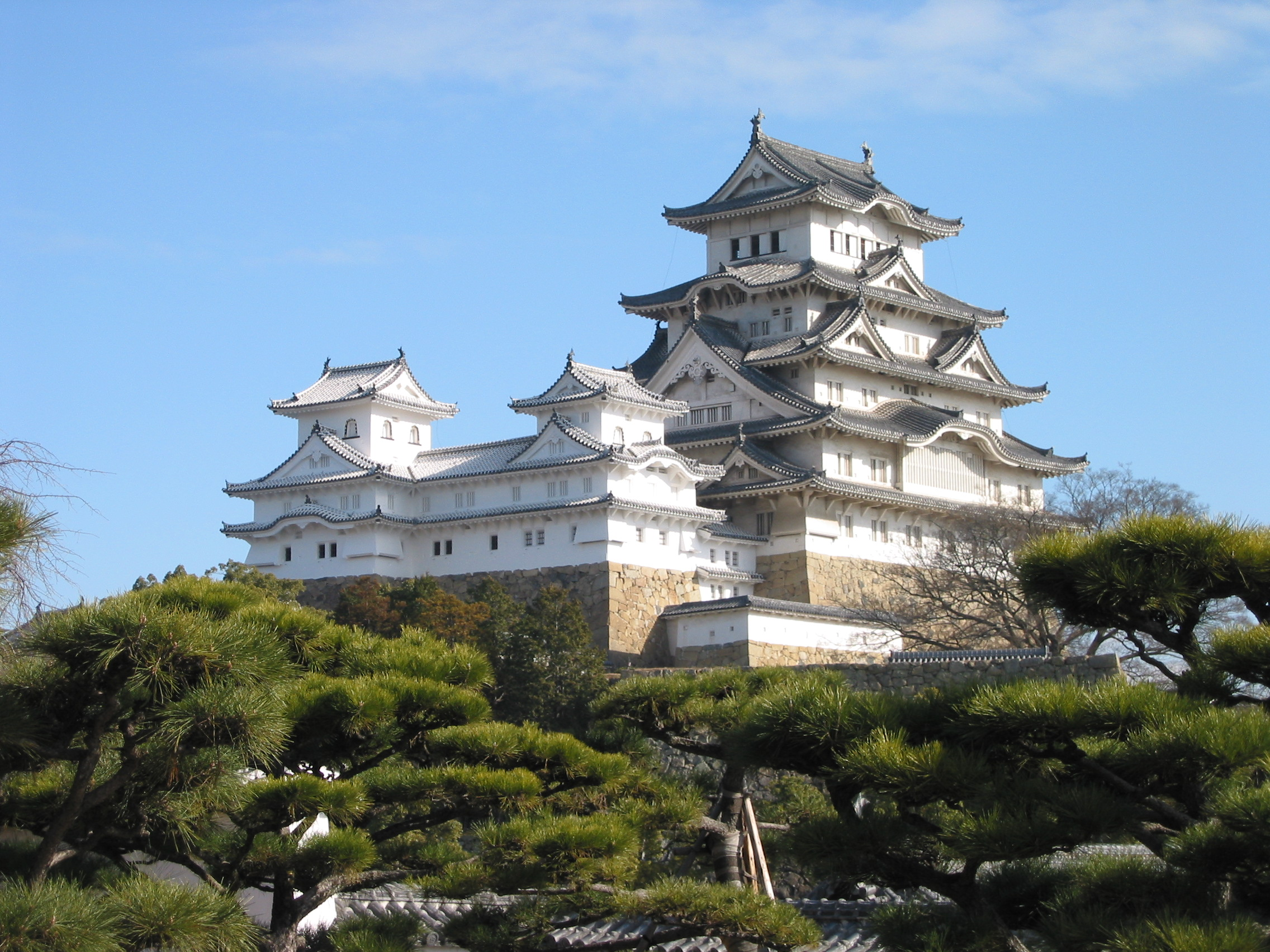
Das Schloss Himeji diente als Kulisse für das Hauptquartier der japanischen Geheimpolizei

Die Dreharbeiten begannen am 4. Juli 1966 in den Londoner Pinewood Studios. Ende Juli begannen die Dreharbeiten in Kagoshima in Japan. Während der gesamten Dreharbeiten in Japan wurde die Filmcrew und insbesondere Sean Connery von der japanischen Presse belagert. Die Presse in Japan betrieb den „unbarmherzigste[n] und härteste[n] Journalismus“ der Welt und viele der Reporter arbeiteten „rücksichtslos und der Wahrheit nicht im Geringsten verpflichtet.“ Ein Reporter fotografierte Connery gar beim Toilettengang über die Trennwand hinweg. Connery äußerte während der Dreharbeiten, er sei „angewidert von dem ganzen Trubel“ und er würde keinen weiteren James-Bond-Film mehr drehen.
Auch gab es während der Dreharbeiten bereits erste Anzeichen dafür, dass die Partnerschaft der Produzenten Harry Saltzman und Albert R. Broccoli nicht mehr harmonisch verlief. Die endgültige Trennung erfolgte aber erst 1975.
Die Dreharbeiten wurden im Februar 1967 abgeschlossen und fanden in folgenden Ländern und Orten statt:
- Vereinigtes Königreich
  - Pinewood Studios, London
  - Gibraltar
  - RAF Finmere
  - Bermuda
- Norwegen
  - Mågero
- Bahamas
  - Unterwasserszenen
- Spanien
  - Torremolinos (Sierra de Mijas)
- Japan
  - Hotel New Otani, Tokio
  - Kuramae Kokugikan Sumo-Halle, Tokio
  - Himeji-Schloss
  - Kyōto
  - Kumano-Nachi-Schrein südlich von Shuno
  - Kōbe
  - Fukuoka
  - Akime
  - Kagoshima
  - Vulkan Shinmoe-dake
  - Ebino
  - Ibusuki
  - Vulkan Sakura-jima
  - Beppu
  - Kuro

### Nachproduktion
Die erste Schnittfassung war nicht zur Zufriedenheit der Produzenten geraten; sie baten daher Peter Hunt, noch einmal als Filmeditor tätig zu werden. Er sagte unter der Voraussetzung zu, dass man ihm im nächsten Film der Reihe die Regie überlassen würde.
Die deutsche Fassung entstand bei der Ultra-Film Synchron in Berlin. Blofelds Verbrecherorganisation wird dort erstmals wie im Original „Spectre“ genannt und nicht „Phantom“ wie in den bisherigen Filmen. Die Namensänderung von Suki in Aki (→ Besetzung) wurde allerdings nicht übernommen.
Eine wesentliche Änderung betrifft Blofelds Äußerung, nachdem er James Bond aufgrund dessen Verhalten als unechten Astronauten identifiziert und nicht in das Raumschiff einsteigen lässt. In der deutschen Fassung erwähnt Blofeld, dass „kein Astronaut sein Sauerstoffgerät schon außerhalb der Kapsel [ablegen]“ würde, während er im Original analog zur beobachteten Handlung bemerkt, dass (aus Sicherheitsgründen) kein Astronaut beim Einstieg in die Kapsel sein Sauerstoffgerät selbst tragen würde.

## Stilmittel

### Gadgets
- Toyota 2000 GT Cabrio – das Auto von Bondgirl Aki. Nur für diesen Film wurde ein spezielles Cabrio-Modell dieses Autos gebaut; es ist ein Einzelstück, welches zusätzlich noch mit einer Videoanlage im Handschuhfach ausgestattet ist.
- Schießende Zigarette – „Tiger“ Tanaka übergibt Bond eine Zigarette, die ein Projektil abfeuern kann.
- Safeknacker – Ein kleines Gerät, das in der Jackentasche getragen werden kann und an einen Tresor angebracht wird. Beim Einstellen der Kombination zeigen Lämpchen an, ob die Position korrekt ist. Der Safeknacker kann allerdings das Auslösen eines Alarms nicht verhindern, wie Bond erfahren muss.
- Saugnäpfe aus Gummi (an Händen und Knien), um an glatten Decken klettern zu können.

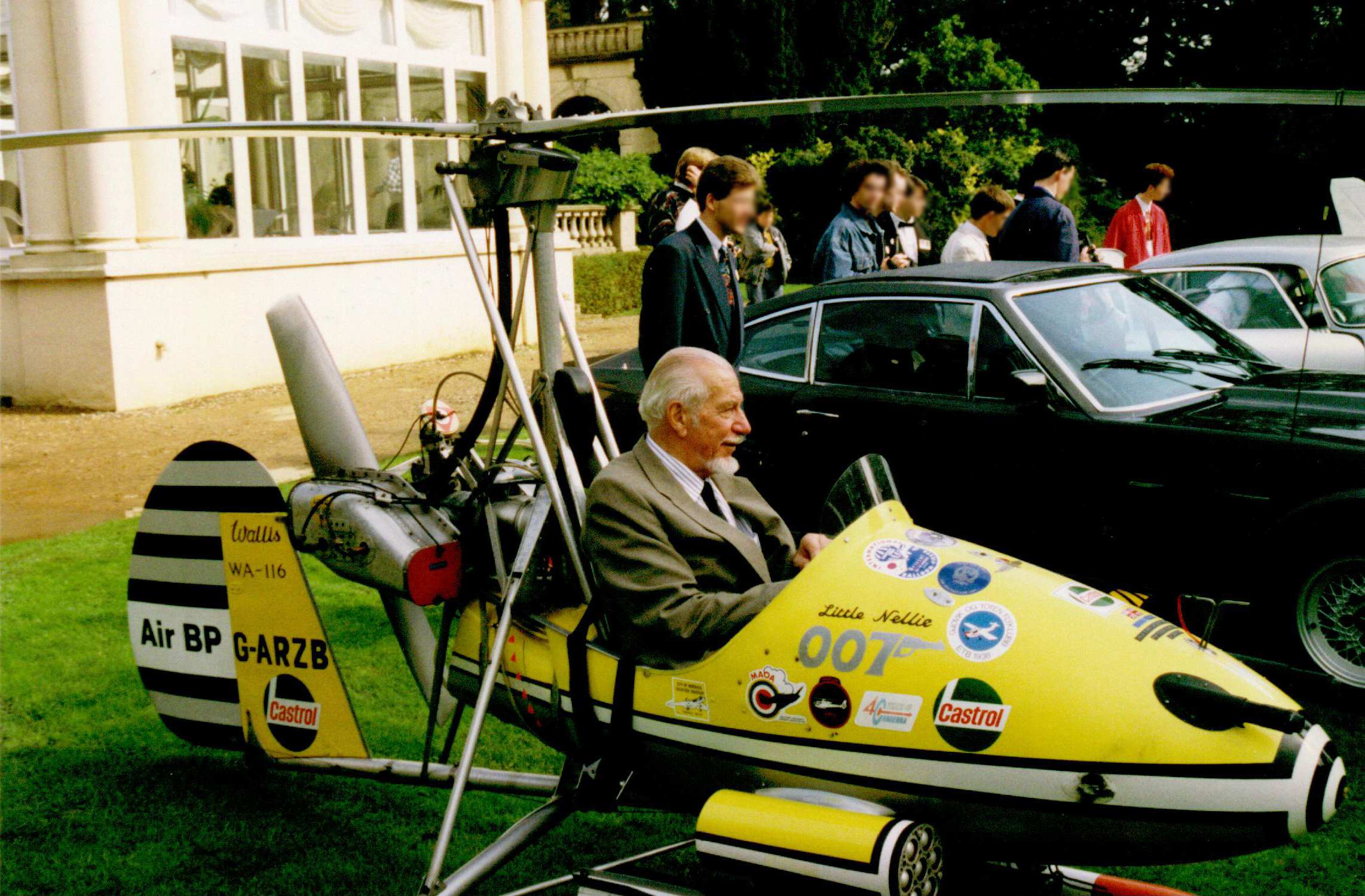
Konstrukteur und Pilot Ken Wallis mit Little Nellie, dem zusammenlegbaren Tragschrauber

- „Little Nellie“ Konstrukteur und Pilot Ken Wallis mit Little Nellie, dem zusammenlegbaren Tragschrauber ist ein schwerbewaffneter Ein-Mann-Tragschrauber, der zerlegt und in vier Koffern transportiert werden kann. Es handelt sich um eine Modifikation des vom britischen Luftfahrzeugkonstrukteur Ken Wallis entwickelten Tragschraubers Wallis WA-116. Er ist ca. 3,4 Meter lang (11,2 Fuß), ca. 1,6 Meter breit (5,2 Fuß)[22] und leichter als 115 kg (250 Pfund). Die einmotorige Maschine ist tatsächlich flugfähig. Sie ist ca. 210 km/h schnell (130 mph) und für eine maximale Höhe von 6 km (18.000 Fuß) ausgelegt. Im Film ist sie darüber hinaus schwer bewaffnet: mit Maschinengewehren, Raketenwerfern, Flammenwerfern, Nebelmaschinen und Luftminen. Der Konstrukteur und ehemalige Royal-Air-Force-Pilot Ken Wallis doubelte während der Dreharbeiten Sean Connery als Pilot. Die Wallis WA-116 wurde später noch weiterentwickelt bis zum Typen Wallis WA-122, der als Vinten V-122/R-R Venom Mk II vermarktet wurde und u. a. auch bei der Bundeswehr erprobt wurde.[23][24]

### Filmmusik
Die Filmmusik komponierte John Barry. Das von Barry geschriebene und von Nancy Sinatra interpretierte Titellied You Only Live Twice mit einem Text von Leslie Bricusse erreichte den 11. Platz in den britischen Charts.
Eine Melodie aus dem Titellied dient als Grundlage für das Stück Millennium von Robbie Williams.
Der Soundtrack erschien erstmals bei United Artists Records im Jahr 1967 auf LP. In den 1980er Jahren wurde eine erste CD-Pressung von EMI herausgebracht. Nach dem 40. Jubiläum von James Bond wurde 2003 eine neue aufgearbeitete Fassung durch Capitol Records veröffentlicht. Die Extended Version enthält verlängerte Musikstücke des Original Soundtracks, die aufgrund der beschränkten Kapazität der LP geschnitten worden waren.
1. You Only Live Twice – Title Song (02:43)
gesungen von Nancy Sinatra
2. Capsule in Space (02:39)
3. Fight At Kobe Dock – Helga (02:51)
4. Tanaka’s World (02:04)
5. A Drop In The Ocean (02:15)
6. The Death of Aki (04:16)
7. Mountains and Sunsets (03:06)
8. The Wedding (02:42)
9. James Bond – Astronaut? (03:25)
10. Countdown For Blofeld (02:31)
11. Bond Averts World War Three (02:12)
12. You Only Live Twice – End Title (03:28)
gesungen von Nancy Sinatra

Extended Version (2003)
1. You Only Live Twice – Title Song (02:45)
gesungen von Nancy Sinatra
2. Capsule In Space (02:42)
3. Fight At Kobe Dock – Helga (04:01)
4. Tanaka’s World (02:05)
5. A Drop In The Ocean (02:58)
6. The Death of Aki (04:19)
7. Mountains and Sunsets (03:09)
8. The Wedding (02:45)
9. James Bond – Astronaut? (03:29)
10. Countdown For Blofeld (02:37)
11. Bond Averts World War Three (02:17)
12. You Only Live Twice – End Title (03:33)
gesungen von Nancy Sinatra
13. James Bond In Japan (10:41)
14. Aki, Tiger and Osato (05:43)
15. Little Nellie (03:45)
16. Soviet Capsule (02:05)
17. SPECTRE and Village (03:46)
18. James Bond – Ninja (07:06)
19. Twice Is The Only Way To Live (02:49)

### Anspielungen
Im großen Atrium Blofelds, in welchem sich auch das Piranha-Becken befindet, sind einige berühmte Kunstwerke zu sehen. Bei dem Madonnenbild handelt es sich um die Darmstädter Madonna von Hans Holbein dem Jüngeren.

## Veröffentlichung und Adaptionen
Man lebt nur zweimal feierte seine Premiere am 12. Juni 1967 im Odeon Leicester Square in London. Es war die erste Premiere eines James-Bond-Films in Gegenwart von Königin Elisabeth II. Sean Connery erschien mit einem Schnauzbart und ohne Toupet.
Der Film lief am 30. März 1986 um 20:15 Uhr auf ARD erstmals im deutschen Fernsehen.
Man lebt nur zweimal wurde mit einem Budget von ca. 9,5 Mio. US-Dollar verwirklicht. Der Film war ein großer finanzieller Erfolg, das weltweite Einspielergebnis lag bei über 111 Mio. US-Dollar.
In Deutschland sahen 5 Millionen Besucher den Film im Kino, er ist damit der sechsterfolgreichste Film der Serie (Stand: 2011). Für 3 Millionen Kinobesucher in 18 Monaten erhielt er die Goldene Leinwand 1967. Die weltweiten Einspielergebnisse liegen bei inflationsbereinigten 757 Millionen US-Dollar, was den Film zum vierterfolgreichsten der Serie macht (Stand: 2011).
Das Label Europa veröffentlichte die überarbeitete Tonspur des Films als Hörspiel auf Musikkassette. Den im Film nicht vorhandenen Erzähler spricht Norbert Langer.

## Rezeption

### Zeitgenössisch
Die Kritik zum Erscheinungszeitpunkt des Films war verhalten.
Roger Ebert nannte den Film einen „unterdurchschnittlichen Beitrag“ zur Bond-Serie und kritisierte insbesondere die Häufung technischer Spielereien und die schwache Handlung. Auch die Time war kritisch und schrieb, „selbst Connery scheint sich unwohl und müde zu fühlen, als ob er es ernst gemeint hätte, als er sagte, dass dies sein letzter Bond-Film wäre.“ Die New York Times äußerte sich positiver und nannte den Film „einen Beutel voller Bond-Spaß.“
Die Zeit schrieb, Man lebt nur zweimal sei „der bisher aufwendigste und harmloseste, aber auch der langweiligste“ der Bond-Filme. Der Spiegel kritisierte, Man lebt nur zweimal wirke „trotz technischer Eskalation und mancher Bond-Mots, als mattes Faksimile.“
Bei den British Academy Film Awards 1968 erhielt Ken Adam eine Nominierung in der Kategorie „British Art Direction: Colour“.

### Retrospektiv
Man lebt nur zweimal war der vorerst letzte James-Bond-Film mit Sean Connery in der Hauptrolle und seinerzeit der „vorläufige Höhepunkt der Bond-Megalomanie.“ Wie bereits zuvor bei Feuerball waren technische Spielereien in den Vordergrund getreten. Connery war der Bond-Rolle „überdrüssig“ geworden. Um dem entgegenzuwirken, hatten die Produzenten ihren Hauptdarsteller vorzeitig von seinem langfristigen Vertrag entbunden und hofften, ihn zu verbesserten Konditionen zu einem weiteren Auftritt als James Bond bewegen zu können. Connery ließ jedoch noch während der Dreharbeiten verlauten, dass er keinen weiteren James-Bond-Film mehr drehen würde. Tatsächlich kehrte er bereits 1971 bei Diamantenfieber in die Rolle zurück.
Aus heutiger Sicht gilt Man lebt nur zweimal als Höhepunkt der Bond-Serie in Sachen Unglaubwürdigkeit und Realitätsferne. James Berardinelli sah die „Schwelle ins Absurde“ überschritten. Wohl auch deshalb inspirierte er häufig Parodien, so z. B. prominent in den Austin-Powers-Filmen oder Folge 155 der Zeichentrickserie Die Simpsons.
Rückblickend wird Man lebt nur zweimal bei aller Kritik jedoch als überdurchschnittlicher Beitrag zur James-Bond-Reihe betrachtet, was sich auch in den Auswertungen US-amerikanischer Aggregatoren widerspiegelt. So erfasst Rotten Tomatoes überwiegend positive Besprechungen und ordnet den Film dementsprechend als „Zertifiziert Frisch“ ein. Laut Metacritic fallen die Bewertungen im Mittel „Grundsätzlich Wohlwollend“ aus. Dies wird ebenso in verschiedenen Ranglisten der letzten Jahre deutlich.
Die Zeitschrift Entertainment Weekly erstellte 2006, fast 40 Jahre nach Veröffentlichung des Films, eine Rangfolge, in der Man lebt nur zweimal als zweitbester James-Bond-Film bezeichnet wurde. Der Film sei der „geschmeidigste aller Bond-Filme“ und „führt die Serie an die äußersten Grenzen der Lässigkeit, ohne auch nur einmal ins Kitschige abzudriften.“ Im gleichen Jahr bewerteten die Mitarbeiter der Multimedia-Webseite IGN die Bond-Filme und wählten den „bizarren, aber dennoch sehr beliebten“ Man lebt nur zweimal auf Platz 4.
Im Jahr 2009 nannte der deutsche James-Bond-Experte Siegfried Tesche den Film dann in einer Liste der zehn besten James-Bond-Filme aller Zeiten auf Platz 5.
Zwei Jahre später wurde von den Besuchern der James-Bond-Fanseite MI6-HQ.com über die besten Bond-Filme abgestimmt, wobei Man lebt nur zweimal lediglich den 14. Platz erreichte.
Im Jahr 2012 wurden die Bond-Filme von den Lesern des 007 Magazine bewertet. Man lebt nur zweimal belegte den 11. von 24 Plätzen. In einer ebenfalls 2012 veröffentlichten Liste des Rolling Stone nimmt Man lebt nur zweimal Platz 7 von 24 James-Bond-Filmen ein. Der Film würde „besser und lässiger mit zunehmendem Alter.“ In dem 2012 erschienenen Sonderheft 50 Jahre James Bond des Stern wurde der Film mit 4 von 5 Sternen („gut“) bewertet. Im selben Jahr wurde Man lebt nur zweimal von dem Magazin Time Out als viertbester der 22 Bond-Filme genannt.